# لیگ دسته اول فوتبال عربستان ۲۴–۲۰۲۳
لیگ دسته اول فوتبال عربستان ۲۴-۲۰۲۳، چهل و هفتمین دوره لیگ دسته اول فوتبال عربستان سعودی، دومین سطح فوتبال عربستان برای باشگاه‌های فوتبال عربستان، از زمان تأسیس آن در سال ۱۹۷۶ است.

## تیم‌ها
این دوره از رقابتها با حضور ۱۸ تیم برگزار می شود.
- العداله
- الباطن
- الفیصلی
- القادسیه
- النجمه
- العین
- هجر
- احد
- العروبه
- العربی
- الجبلین
- جده
- البکیریه
- القیصومه
- الخلود
- الصفا
- الترجی
- الجندل